# هانا تيتيه
هانا سيروا تيتيه وُلدت في 31 مايو 1967 وهي محامية ودبلوماسية وسياسية غانية تعمل كممثلة خاصة للأمين العام للأمم المتحدة في ليبيا ورئيسة بعثة الأمم المتحدة للدعم في ليبيا منذ عام 2025.
في وقت سابق من حياتها المهنية، عملت هانا في حكومة غانا كوزيرة للتجارة والصناعة من عام 2009 إلى عام 2013 ووزيرة للخارجية من عام 2013 إلى عام 2017. وكانت أيضًا عضوًا في البرلمان عن دائرة أووتو سينيا الغربية.

## النشأة والتعليم
ولدت تيتيه في سيجد، المجر، لأب غاني وأم مجرية. تلقت تعليمها الثانوي في مدرسة ويسلي الثانوية للبنات، كيب كوست، في المنطقة الوسطى من غانا، من عام 1978 إلى عام 1985. بين عامي 1986 و1989 درست القانون في جامعة غانا، حصلت على درجة البكالوريوس في القانون. ثم التحقت بكلية الحقوق في غانا، وأصبحت محامية في عام 1992.

## بداية مسيرته المهنية
أدت تيتيه خدمتها الوطنية كضابط قانوني مع الاتحاد الدولي للمحاميات (FIDA) من عام 1992 إلى عام 1993. بعد إكمال خدمتها الوطنية، عملت في مجال الممارسة القانونية الخاصة مع شركة محاماة في أكرا، غانا.

## المسيرة السياسية

### مسيرته المهنية في السياسة الوطنية
فازت هانا تيتيه بمقعد دائرة أووتو سينيا في الانتخابات البرلمانية التي جرت في ديسمبر/كانون الأول عام 2000 وخدمت لفترة واحدة كعضو في البرلمان عن حزب المؤتمر الوطني الديمقراطي في مقاعد المعارضة. ولم تنافس على مقعدها في الانتخابات التالية. انتخبت كعضو تنفيذي وطني في المؤتمر الوطني الديمقراطي عام 2005. في عام 2008 عُيّنت مديرة الاتصالات الوطنية للحزب الوطني الديمقراطي، لتحل محل جون دراماني ماهاما، الذي أصبح مرشحًا لمنصب نائب الرئيس للحزب الوطني الديمقراطي ونائبًا لجون عطا ميلز، المرشح الرئاسي للحزب.
في الحملة الرئاسية لعام 2008، لعبت دورًا في إدارة استراتيجية الاتصال للحزب لتلك الانتخابات مما جعلها شخصية سياسية أكثر بروزًا وأصبحت واحدة من المتحدثين الرئيسيين باسم الحزب الوطني الديمقراطي.

### وزيرة التجارة والصناعة، 2009-2013
بعد فوز الحزب الوطني الديمقراطي في انتخابات عام 2008، أصبحت تيتيه المتحدثة باسم الحكومة المنتخبة حديثًا بينما كانت عملية تعيين التعيينات الجديدة جارية، وفي فبراير 2009 رشحها الرئيس جون عطا ميلز لمنصب وزيرة التجارة والصناعة. وبعد تأكيد تعيينها من قبل البرلمان، تولت الحقيبة الوزارية وشغلت منصب وزيرة التجارة والصناعة من فبراير 2009 إلى يناير 2013.
خلال فترة توليها منصب وزيرة التجارة والصناعة، كانت أيضًا عضوًا في فريق الإدارة الاقتصادية للحكومة، وعضوًا في مجلس إدارة هيئة تنمية الألفية المسؤولة عن الإشراف على تنفيذ أول اتفاقية لمؤسسة تحدي الألفية في غانا. كما عملت في لجنة التخطيط التنموي الوطني، وكانت رئيسة مجلس المناطق الحرة في غانا (GFZB).

### المسيرة المهنية مع الأمم المتحدة، 2018 حتى الآن
في عام 2018، عين الأمين العام للأمم المتحدة أنطونيو غوتيريش تيتيه مديرًا عامًا لمكتب الأمم المتحدة في نيروبي (UNON)، خلفًا لسهل ورق زودي. وبعد فترة وجيزة، نجحت مرة أخرى في خلافة زيودي، هذه المرة كممثلة خاصة للاتحاد الأفريقي ورئيسة مكتب الأمم المتحدة لدى الاتحاد الأفريقي (UNOAU).
بعد استقالة غسان سلامة من منصبه كرئيس لبعثة الأمم المتحدة للدعم في ليبيا في عام 2020، اقترح غوتيريش تيتيه خلفًا له وبدلاً من ذلك، ذهب الدور إلى يان كوبيش.
في عام 2022، عيّن غوتيريش تيتيه مبعوثًا خاصًا له لمنطقة القرن الأفريقي، وبالتالي تبادل المناصب مع بارفيت أونانجا أنيانجا. في عام 2025، خلفت عبد الله باتيلي كممثل خاص للأمين العام في ليبيا ورئيسة لبعثة الأمم المتحدة للدعم في ليبيا.

## الحياة الشخصية
تيتيه هي شقيقة جيزيلا تيتيه أغبوتي، عضو البرلمان عن دائرة أووتو سينيا الغربية حيث عملت أيضًا كعضو في البرلمان.

## روابط خارجية
- الملف الشخصي على موقع حكومة غانا نسخة محفوظة 24 يوليو 2019 على موقع واي باك مشين.